# Sony Entertainment Network
Sony Entertainment Network（ソニーエンターテインメントネットワーク、略称: SEN）は、ソニーが世界で展開しているオンラインサービスプラットフォーム。統一されたアカウントで利用できるシングルサインオンプラットフォームである。旧サービス名称は「Qriocity（キュリオシティ）」。なお、映像・音楽のサービスはデジタルエンタテインメントブランドとなったPlayStation Networkに統合される。

## 主なサービス

### PlayStation Network
「PlayStation Network（プレイステーションネットワーク）」は、PlayStation用のオンラインサービスである。2006年11月に北アメリカと日本で当初はPlayStation 3向けサービスとして開始した。
PlayStation Storeではダウンロード用のゲームが配信されている。Web版ではウェブブラウザを通して購入できる。2013年5月29日に国内でオープンした。購入したコンテンツは、「リモートダウンロード機能」を使って、自動的にダウンロードさせることができる。PlayStation Plusに加入していれば、「自動ダウンロード機能」を使用することで、電源がオフの状態でも指定した時間帯に自動的に電源が入り、ダウンロードを開始させることもできる。

#### PlayStation Video
「Video Unlimited（ビデオ・アンリミテッド）」は、最新ハリウッド映画や邦画および先行・独占配信を含むアニメーション作品などをストリーミング形式で提供する映像配信（ビデオ・オン・デマンド）サービスであったが、「PlayStation Video」と改名されることとなった。
2010年4月より米国で、同年11月には、イギリス、フランス、ドイツ、イタリア、スペインの欧州5カ国においてサービスが開始された。2011年1月20日には日本国内のサービスも開始した。高画質 (HD) 版と標準画質 (SD) 版がある。作品によって片方しか配信されていないものもある。3D映像も配信している。購入前に、無料のプレビューを試視聴できる。
サービス開始時には200作品以上のタイトルが配信された。当時のサービス名は「Video On Demand powered by Qriocity」（ビデオオンデマンド パワーテッド バイ キュリオシティ）。20世紀フォックス、ユニバーサル・ピクチャーズ、パラマウント・ピクチャーズ、ソニー・ピクチャーズ エンタテインメント、ワーナー・ブラザースなどの映画会社の作品を配信している。

#### PlayStation Music
「PlayStation Music（プレイステーションミュージック）」は世界最大手の音楽のストリーミング配信サービスであるSpotifyと提携した音楽配信サービスである。2015年3月29日に終了した「Music Unlimited」の後継として、同年3月30日より41の国と地域でサービスを開始。日本は当初の利用可能な国々に含まれておらず、Spotifyが日本に参入した2016年9月29日になってサービス受付を開始した。Spotifyの会員登録をした際にSENのアカウントを登録することで、PlayStation 3、PlayStation 4、Xperiaで利用が可能となる。
Music Unlimitedとは異なり、曲と曲の合間に広告が入る無料会員コースが存在し、有料会員登録もSENのウォレットで支払いが可能でありクレジットカードを必要としない。
なお、現在はPlayStation3での提供が終了している。

### PlayMemories Online
「PlayMemories Online（プレイメモリーズ オンライン）」は、ソニーが提供する無料の写真・動画用のクラウドサービスである。写真や動画をアップロードでき、さまざまな対応機器で見られる。他人との共有も可能である。2012年1月にサービス開始した。2013年9月5日に「オールシンク」という写真を自動アップロードし同期する機能を発表し、この時「標準サイズ」（長辺1920ピクセル）にリサイズされるが容量は無制限でアップロードできる。手動でアップロードする場合は従来通り、容量は最大5GBまでとなる。

## 終了したサービス

### Music Unlimited
ソニー自身が運営するクラウドベースの定額制（サブスクリプション型）音楽配信サービスで、パソコン・スマートフォン・タブレット・テレビなどの様々な機器で音楽を楽しむことができたが、「PlayStation Music」が開始されるのに伴い2015年3月29日に終了した。
ソニーは、2010年12月の英国、アイルランドでの開始を皮切りに、本サービスを、北米、欧州諸国等に順次導入してきた。2012年7月3日には日本国内のサービスも開始した。価格設定は30日間につき当初は1480円（税込）だったが、2013年3月1日から980円（税込）に値下げした。初回登録者向けの30日間無料体験のキャンペーンもされていた。ただし、サービスを利用するにはクレジットカードの登録が必要であった。
本サービスでは、楽曲はジャンルや年代、ランキングなどの「チャンネル」ごとに分けられており、そのチャンネルや検索を通してクラウド上の楽曲をブラウズすることが可能だった。また、ユーザーの嗜好を学習し、その蓄積したデータに基づいて、ユーザーにおすすめの楽曲をお薦めする「Sense Me」（センス・ミー）機能もある。さらに、ユーザーがパソコンに保存してある楽曲と合致したクラウド上の曲を自動的に「マイライブラリ」に登録する「Music Sync」（ミュージックシンク）機能も存在した。
サービス開始当初は洋楽を中心に1000万曲以上の楽曲が配信され、2014年9月の時点で2500万曲以上に増え、株式会社EMIミュージック・ジャパン、株式会社ソニー・ミュージックエンタテインメント、ユニバーサル ミュージック合同会社、株式会社ワーナーミュージック・ジャパンなどの主要音楽会社を始め、多数のインディペンデントレーベルなどから許諾を受けた楽曲が提供されていた。

## 対応機器
PSN/PlayStation Store
- PlayStation 4
- PlayStation Vita
- PlayStation 3
- PlayStation Portable
- PlayStation Mobile
- Windows PC (Media Go) ※コンテンツの購入・ダウンロード・機器への転送のみ

PlayStation Video/Video Unlimited
- PlayStation 4
- BRAVIA ※ネットワーク機能対応モデルのみ
- ソニーブルーレイディスクレコーダー / プレーヤーー ※ネットワーク機能対応モデルのみ
- Xperia（スマートフォン / タブレット）
- Sony Tablet
- Windows PC (Media Go)

PlayStation Music/Music Unlimited
- PlayStation 4
- PlayStation Vita
- PlayStation 3
- PC / ウェブブラウザ
- Android（スマートフォン / タブレット）
- iOS (iPhone / iPad / iPod touch)
- BRAVIA ※ネットワーク機能対応モデルのみ
- ソニーブルーレイディスクレコーダー / プレーヤー ※ネットワーク機能対応モデルのみ
- ソニー製マルチチャンネルインテグレートアンプ (TA-DA5700ES)

PlayMemories Online
- PlayStation 4
- PlayStation 3
- PC / ウェブブラウザ
- Android（スマートフォン / タブレット）
- iOS (iPhone / iPad / iPod touch)
- BRAVIA ※ネットワーク機能対応モデルのみ
- S-Frame ※ネットワーク機能対応モデルのみ

## 来歴
- 2009年11月19日 - ソニーのメディア・投資家説明会において、PlayStation Networkのプラットフォームを効率的に使用して、複数のソニーのネットワーク対応機器で共通なUXを提供するオンラインサービス「Sony Online Service（仮称）」を展開することが発表された[13]。
- 2010年9月2日 - ソニーは本サービスを「Qriocity」と命名して、同年秋に映像配信サービス「Video On Demand」をイギリス、フランス、ドイツ、イタリア、スペインの欧州5カ国で開始することと、クラウドベースの音楽配信サービス 「Music Unlimited」も年内を目処に開始することを発表した[2]。
- 2011年
  - 1月20日 - 映像配信サービス「Video On Demand」が日本で配信開始された[7]。初期の対応機器はネットワーク対応のブラビアテレビのみとなり、価格帯は、1タイトルあたりHD版が500～1000円（税込）、SD版が350～700円（税込）である。その他のソニーのネットワーク対応機器にも、準備が整い次第、順次展開することも発表された。
  - 1月22日 - 音楽配信サービス「Music Unlimited」がフランス、ドイツ、イタリア、およびスペインにて配信開始された[14]。その後、2月18日にアメリカとオーストラリア、ニュージーランドで開始した[15]。
  - 4月 - PSNと共に不正アクセスを受けたことに伴い発生したシステム障害によりサービスが利用できなくなった[16]。またそれに伴いサービス利用者の個人情報が流出したことも明らかにされている。2011年6月9日時点で日本を除く全地域において「Qriocity」の全てのサービスを再開している[17]。
  - 9月7日 - IFA 2011においてソニーはサービス名「Qriocity」を「Sony Entertainment Network」に改名することを発表した。また、映像配信サービス「Video On Demand」を「Video Unlimited」に改名すること、そしてPSNをサービスの一部に付け加えることを発表した[18]。また、シングルアカウントでサービスにアクセスできる統合されたプラットフォームの構築を目指すことを表明した。
- 2012年
  - 1月 - 写真・動画クラウドサービス「PlayMemories Online」がサービス開始された[11]。
  - 2月8日 - PlayStation 3、PlayStation Vitaにおいて「PlayStation Network アカウント」の名称が「Sony Entertainment Network アカウント」に統一された。
  - 7月3日 - 音楽配信サービス「Music Unlimited」が日本国内でサービス開始された。価格設定は30日間につき1480円（税込）であり、初回登録者向けの30日間無料体験のキャンペーンも同時に開始された[1]。
- 2013年1月30日 - 音楽配信サービス「Music Unlimited」が980円（税込）に値下げと発表された。29日には高音質（AAC 320kbps）に対応した。
- 2014年7月29日 - アクティブユーザーは5200万人となり、売上高の90％をゲームが占めた[19]。
- 2015年1月29日 - 「Video Unlimited」は「PlayStation Video」に改名、「Music Unlimited」を終了して代替サービスとなる「PlayStation Music」を開始、「PlayStation Network」に一元化されると発表された[5]。